# Камфер, Ронельда
Ронельда Камфер (африк.  Ronelda Kamfer, 16 июня 1981, Блэкхит, Капская провинция) – южноафриканская поэтесса, пишет на африкаанс.

## Биография
Детство провела на ферме деда, оказавшего на неё большое влияние. Потом жила с родителями в криминогенном пригороде Кейптауна, населенном «цветными». После окончания школы (1999) сменила несколько профессий. Её стихи начали появляться в журналах ЮАР и Нидерландов. Дебютная книга её стихотворений (2008) привлекла внимание критики, была награждена авторитетной премией Эжена Маре, которую вручает Южноафриканская Академия наук и искусств.

## Творчество
Среди поэтов, которые, по признанию Ронельды Камфер, на неё в наибольшей степени повлияли, - Дерек Уолкотт, Чарлз Буковски, Антье Крог.

## Произведения
- Noudat slapende honde/ А теперь, когда кошка спит (2008)
- grond/Santekraam (2011)

## Признание
Стихи Ронельды Камфер переведены на английский, французский, нидерландский, португальский, турецкий языки. В 2010 в Амстердаме вышло двуязычное (африкаанс-нидерландское) издание её книги А теперь, когда кошка спит.